# Рачатники (Рязанская область)
Рачатники — село в Михайловском районе Рязанской области России, административный центр Рачатниковского сельского поселения.

## География
Село расположено на реке Проня в 7 км на юго-восток от райцентра города Михайлов. 

## История
В 1863 году в селе была построена деревянная Архангельская церковь. Земли церковной при ней значилось 33 десятины. В приходе числилось 513 мужчин и 532 женщины.
До 1924 года деревня входила в состав Прудской волости Михайловского уезда Рязанской губернии. В 1929 году в селе было 423 двора.
С 1929 года село являлось центром Рачатниковского сельсовета Михайловского района Рязанского округа Московской области, с 1937 года — в составе  Рязанской области, с 2005 года — центр Рачатниковского сельского поселения.
Бывшая центральная усадьба колхоза им. Суворова.

## Население
| 1859 | 1897  | 1906  | 1929  | 2010 |
| ---- | ----- | ----- | ----- | ---- |
| 519  | ↗1327 | ↗1612 | ↗2179 | ↘466 |

## Достопримечательности
В селе находится действующая Церковь Михаила Архангела. 